# 1969 у Миколаєві
| Роки в Миколаєві ← • 1901 • 1902 • 1903 • 1904 • 1905 • 1906 • 1907 • 1908 • 1909 • 1910 • 1911 • 1912 • 1913 • 1914 • 1915 • 1916 • 1917 • 1918 • 1919 • 1920 • 1921 • 1922 • 1923 • 1924 • 1925 • 1926 • 1927 • 1928 • 1929 • 1930 • 1931 • 1932 • 1933 • 1934 • 1935 • 1936 • 1937 • 1938 • 1939 • 1940 • 1941 • 1942 • 1943 • 1944 • 1945 • 1946 • 1947 • 1948 • 1949 • 1950 • 1951 • 1952 • 1953 • 1954 • 1955 • 1956 • 1957 • 1958 • 1959 • 1960 • 1961 • 1962 • 1963 • 1964 • 1965 • 1966 • 1967 • 1968 • 1969 • 1970 • 1971 • 1972 • 1973 • 1974 • 1975 • 1976 • 1977 • 1978 • 1979 • 1980 • 1981 • 1982 • 1983 • 1984 • 1985 • 1986 • 1987 • 1988 • 1989 • 1990 • 1991 • 1992 • 1993 • 1994 • 1995 • 1996 • 1997 • 1998 • 1999 • 2000 • → |

1969 у Миколаєві — список важливих подій, що відбулись у 1969 році в Миколаєві. Також подано перелік відомих осіб, пов'язаних з містом, що народились або померли цього року, отримали почесні звання від міста.

## Події
- 16 липня миколаївський «Суднобудівник», перемігши на виїзді московське «Торпедо» 2:1, досяг найкращого за історію результату в Кубках СРСР, вийшовши до півфіналу цього турніру. Через три дні у півфінальному поєдинку поступився 0:2 переможцеві фіналу львівським «Карпатам».
- 19 грудня на Суднобудівному заводі імені 61-го комунара спущений на воду великий протичовновий корабель проєкту 1134Б «Миколаїв». Того ж дня на цьому ж заводі відбулася закладка аналогічного корабля «Очаков».
- На лінії Колосівка — Миколаїв відкрилася проміжна залізнична станція 5-го класу Херсонської дирекції Одеської залізниці «Тернівка-Миколаївська».
- У Корабельному районі, на південній околиці міста відкрилася вантажна залізнична станція Херсонської дирекції Одеської залізниці «Жовтнева».
- Завершено основне будівництво Миколаївського річкового порту.

## Особи

### Очільники
- Голова виконавчого комітету Миколаївської міської ради — Микола Брюханов.
- 1-й секретар Миколаївського міського комітету КПУ — Леонід Шараєв.

### Почесні громадяни
- Ус Іван Спиридонович (нар. 1911, село Олександрівка, тепер Білозерського району Херсонської області — пом. 1991, місто Миколаїв Миколаївської області) — бригадир судноскладальників Чорноморського суднобудівного заводу. Депутат Верховної Ради СРСР 5—6-го скликань. Член ВЦРПС у 1954—1963 роках.
- Хілько Федір Васильович (нар. 1 січня 1915, с. Гур'ївка, Новоодеський район, Миколаївська область — пом. 1985, м. Миколаїв, УРСР) — Герой Соціалістичної Праці (1960), суднобудівник. З 1948 очолював бригаду слюсарів-монтажників на Чорноморському суднобудівному заводі.
- Гущин Феофан Михайлович (нар. 1909, Миколаїв — пом. 1975, Миколаїв) — Герой Соціалістичної Праці. Працював слюсарем-монтажником, згодом — бригадиром слюсарів-монтажників на Миколаївському суднобудівному заводі імені 61 комунара.
- Чорнозуб Іван Іванович (нар. 1915, Миколаїв — пом. 1989, Миколаїв) — Герой Соціалістичної Праці. Очолював бригаду слюсарів-монтажників заводу № 444 на Чорноморському суднобудівному заводі).

### Народились
- Гуньковський Олександр Олександрович (нар. 9 листопада 1969, Миколаїв) — український режисер-мультиплікатор і сценарист.
- Іщенко Світлана Вікторівна (нар. 30 липня 1969, Миколаїв) — українська поетеса, перекладачка, акторка, педагогиня, художниця. Член Асоціації Українських Письменників і Національної Спілки Письменників України.
- Котляр Юрій Вадимович (нар. 1969, смт. Березнегувате Миколаївської області) — український історик, доктор історичних наук, професор, фахівець у галузі історії України. Мешкає у місті Миколаєві та займається науковою та науково-педагогічною діяльністю.
- Янцен Олександр Юрійович (нар. 20 травня 1969, стація Щербакти, Щербактинський район, Павлодарська область — 28 лютого 2022, Миколаїв) — український громадський діяч, активіст миколаївського Євромайдану, лідер Миколаївського Народного ополчення під час подій навесні 2014 року. Загинув 28 лютого 2022 року при обороні Миколаєва.
- Гиль Михайло Іванович (нар. 13 вересня 1969, Миколаїв) — український учений. Доктор сільськогосподарських наук, академік Національної академії наук вищої освіти України, професор, завідувач кафедри генетики, годівлі тварин та біотехнології, декан факультету технології виробництва і переробки продукції тваринництва, стандартизації та біотехнології Миколаївського національного аграрного університету.
- Шульмейстер Володимир Юрійович (нар. 3 липня 1969, Миколаїв) — з 24 грудня 2014 по 30 грудня 2015 — перший заступник Міністра інфраструктури України.
- Мадараш Оксана Степанівна (нар. 12 вересня 1969, м. Бучач Тернопільської області) — українська диригентка вищої категорії, диригентка-постановниця Київського національного академічного театру оперети, хормейстерка-постановниця, педагогиня. Народна артистка України. Випускниця Миколаївського державного музичного училища.
- Матвєєва Лариса Віталіївна (нар. 9 травня 1969, Миколаїв) — українська російськомовна поетеса, новелістка, драматургиня, перекладачка. Членкиня Національної спілки письменників України.
- Авер'янов Олександр Олександрович (нар. 23 вересня 1969, Миколаїв) — радянський та російський футболіст, що грав на позиції півзахисника. По завершенні ігрової кар'єри — футбольний тренер та скаут.
- Савченко Вячеслав Іванович (нар. 18 лютого 1969 року, м. Миколаїв) — український письменник, військовик, генерал-майор. Член Національної спілки журналістів України.
- Бут Сергій Іванович (нар. 20 листопада 1969, Миколаїв) — український фристайліст, майстер спорту міжнародного класу, учасник трьох Олімпійських ігор.
- Палієнко Інна Володимирівна (нар. 8 червня 1969, Миколаїв) — українська фристайлістка, що спеціалізується на акробатичних стрибках, учасниця зимових Олімпійських ігор 1994 року, тричі учасниця Чемпіонату світу з фристайлу, срібна призерка Кубка Європи, неодноразова переможниця першостей і чемпіонатів України.
- Бабіч Гліб Валерійович (нар. 2 березня 1969, Миколаїв — пом. 28 липня 2022, неподалік від Ізюма, Харківська область) — український поет, учасник АТО та війни 2022 року, активіст ГО «Справа громад», автор пісень, до 2019 року прапорщик 10-ї ОГШБР ЗСУ.

### Померли
- Лисенко Наталія Андріївна (нар. 10 серпня 1884 (або 1886), Миколаїв — пом. 7 жовтня 1969, (або 7 січня 1969) Париж, Франція) — українська та французька акторка німого кіно, небога Миколи Лисенка, донька Андрія Лисенка, сестра Юрія Лисенка.
- Маліков Іван Вікторович (нар. 25 вересня 1895, Одеса — пом. 7 липня 1969, Миколаїв) — радянський український актор театру і кіно.
- Раутбарт Володимир Йосипович (нар. 3 квітня 1929, Миколаїв — пом. 26 липня 1969, Москва) — радянський режисер, актор, театральний педагог, заслужений артист РРФСР.
- Карічев Раміз Ісаєвич (нар. грудень 1913, Батумі — пом. 1969, Москва) — радянський футболіст та тренер. Виступав на позиції півзахисника. Протягом 1957—1959 років очолював команду «Авангард» (Миколаїв).
- Райкін Соломон Савелійович (нар. 23 жовтня 1893, Миколаїв — пом. 10 червня 1969, Москва) — радянський воєначальник, генерал-майор танкових військ.
- Под'якова Роза Іванівна (нар. 25 листопада 1925, Бежиця — пом. 26 травня 1969, Жданов) — радянська актриса театру. Працювала в Миколаївському російському драматичному театрі імені Валерія Чкалова.
- Високов Василь Федорович (нар. 12 жовтня 1892, Вільно — пом. 25 вересня 1969, Миколаїв) — радянський театральний актор, режисер, педагог. З 1940 року працював у Миколаївському російському драматичному театрі імені Валерія Чкалова.